# Janko Kremenšek
Janko Kremenšek, slovenski politik, pravnik, * 13. junij 1860, Laze, † 15. april 1929, Ljubljana.

## Življenje
Janko Kremenšek je bil rojen v kmečki družini v vasi Laze pri Logatcu. Leta 1880 je končal gimnazijo v Ljubljani, nato se je vpisal na študij prava v Gradec in ga zaključil leta 1884. 29. avgusta 1900 se je poročil z Irene Ruschka, po rodu Čehinjo. V zakonu sta se rodili hčerki Erna in Irena. Bil je častni član občine Žilce. Leta 1922 je bil odlikovan z redom sv. Save 3. reda.

## Delo
Kremenšek je svojo poklicno pot začel pri okrajnem glavarstvu na Ptuju, pozneje je služboval v Volšperku in Špitalu ob Dravi, nakar je postal vladni tajnik pri deželni vladi v Celovcu. Leta 1902 je postal okrajni glavar v Logatcu. V Ljubljano je prišel k deželnemu predsedstvu l. 1907 kot vladni svetnik. Leta 1918 je postal dvorni svetnik in je vodil oddelek za notranje zadeve pri narodni in pozneje pokrajinski vladi v Ljubljani kot načelnik oddelka notranjega ministrstva. Vodil jo je kot eden najstarejšuh uradnikov od leta 1923 do leta 1924 likvidacijo pokrajinske uprave v Ljubljani. Konec decembra 1926 se je upokojil. Od 1918 je bil namestnik poverjenika za notranje zadeve, deželnega predsednika in pokrajinskega namestnika ter je bil do upokojitve namestnik velikega župana. Bil je tudi predsednik komisije za politično-upravne izpite na ljubljanski univerzi.
Pravnik Rudolf Andrejka je o njem zapisal: "Kremenšek je zastopnik srednje generacije slovenskih upravnih uradnikov, v katero spadajo okrajni glavarji Lapajne, Parma in Pirc ter svetniki Rebek, Šorli in Župnek. Od vseh svojih vrstnikov je dosegel najvišjo takrat mogočo uradno stopnjo ter imel 1. 1918. ob prevratu važno, skoraj zgodovinsko nalogo, da ohrani pod raznimi predsedniki Narodne in deželne vlade, ki so bili, zlasti v začetku, iz vrst politikov nestrokovnjakov, pravilno funkcioniranje državne uprave v Sloveniji. To nalogo je zaradi temeljitega poznavanja upravnega ustroja kakor tudi zaradi svoje mirne, konciljantne narave rešil z velikim taktom, včasih tudi s samozatajevanjem. V dobi nemškega pritiska pod deželnimi predsedniki Heinom in Schwarzom, zlasti pa med vojno, je šel rojakom kjer koli je le mogel, na roko, pa naj se je zato vladajočim zameril. Znano je njegovo vzgledno držanje, ko je njegov tovariš Parma zaradi nemške denunciacije prišel v disci plinsko preiskavo in je Kremenšek edini izmed  članov disciplinske komisije glasoval za Parmovo oprostitev. Bil je blag in ljudomil glavar, priljubljen v svojem rojstnem okraju, a ob vsej svoji ugodljivosti kremenit (nomen est omen) slovenski mož."